# Pterynotus tripterus
Pterymarchia triptera, tên tiếng Anh: three-winged murex, là một loài ốc biển, là động vật thân mềm chân bụng sống ở biển thuộc họ Muricidae, họ ốc gai.

## Miêu tả
Kích thước vỏ ốc khoảng 40 mm và 60 mm

## Phân bố
Loài này phân bố ở Biển Đỏ và ở Tây Thái Bình Dương.